# Cantonul Auxerre-Est
Cantonul Auxerre-Est este un canton din arondismentul Auxerre, departamentul Yonne, regiunea Burgundia, Franța.

## Comune
- Augy
- Auxerre (parțial, reședință)
- Bleigny-le-Carreau
- Champs-sur-Yonne
- Quenne
- Saint-Bris-le-Vineux
- Venoy